# Mourir à trente ans
Pour plus de détails, voir Fiche technique et Distribution.
Mourir à trente ans est une autobiographie sortie en 1982 sous forme de film documentaire français, par Romain Goupil, César du meilleur premier film en 1983 et Caméra d'Or 1982, filmée en noir et blanc au format amateur Super8, pendant et juste après Mai 68, puis en 1973 lors des émeutes du 21 juin 1973, auxquelles il a participé, complétées par des entretiens réalisés une décennie après.
Le film se référe, sans citer ses proches, à Michel Recanati, porte-parole national des lycéens en Mai 68, âgé d'un an de plus que l'auteur et scolarisé dans un autre lycée, mais qu'il a fréquenté dans le même parti politique entre 1968 et 1973. Apprenant en 1981 le suicide de Michel Recanati en 1978, peu après le décès de sa compagne d'un cancer et qu'il n'avait pas revu depuis 1973, Romain Goupil a décidé d'en faire un personnage important de son premier long-métrage.

## Synopsis

### L'autobiographie de Romain Goupil à 31 ans
Mourir à trente ans est sorti cinq ans après le succès d'une trame proche mais plus romancée, Diabolo menthe, film français réalisé par Diane Kurys en 1977, consacré aux premiers émois de deux sœurs adolescentes aux personnalités très différentes, et de leur groupe d'amis, qui avait remporté le prix Louis-Delluc.
Dans Mourir à trente ans raconte aussi une histoire qui débute au lycée dans un climat politique tendu. Il évoque ses propres amis d'enfance, Coyotte et Baptiste, avec qui il multiplie les blagues de potache, en Bretagne, sur le mode Quick et Flupke, la bande dessinée belge créée par Hergé, puis évoque sa participation à un concours pour aller filmer une ville d’Europe dans un premier court-métrage.
L'auteur raconte aussi son passage en conseil de discipline dans son lycée, qui débouche sur l'exclusion de son lycée puis sa réintégration dans un autre, des étudiants et militants politiques de  Jacques Decourt, un autre lycée, organisant le 22 janvier 1968 une manifestation contre cette exclusion, qui avait dégénéré, rapportée par Le Figaro.
Le film met en scène brièvement son père Pierre Goupil, chef-opérateur du Commandant Cousteau et syndicaliste CGT à l'ORTF, à qui Romain Goupil avait consacré deux ans plus tôt un court-métrage en 1980, "Le père Goupil". L'auteur y décrit sa crise d'adolescence, puis le moment où il intègre la Jeunesse communiste révolutionnaire (JCR) et y fait la rencontre de Michel Recanati et Maurice Najman, tous deux scolarisés à Jacques Decourt, un autre lycée parisien.

### L'ombre du personnage secondaire, héros de Mai 68
La fin et le début du film évoquent, sur un ton dramatique, le suicide le 23 mars 1978, à l'âge de seulement 27 ans, de Michel Recanati, qui avait représenté les Comité d'actions lycéens en Mai 68. Il part d'une lettre que Michel Recanati a écrite à l'auteur en décembre 1973, cinq ans avant sa mort, et s'achève en rappelant cette lettre et son suicide, en date du 23 mars 1978.
Michel Recanati avait appelé notamment le 5 mai à une manifestation le 10 mai, puis été l'invité de la conférence de presse du 11 mai au lendemain de la Nuit des barricades de Mai 68, figurant ensuite en tête, avec un autre représentant lycéen, Maurice Najman, de la grande manifestation du 13 mai, aux côtés d'Alain Geismar, numéro un du SNESup, et Jacques Sauvageot, son homologue à l'UNEF, rejoints par Daniel Cohn-Bendit, porte-parole du Mouvement du 22 mars.
« C'est quand j'ai appris sa mort en 81 », trois ans après le décès, « que j'ai eu envie de raconter cette histoire, notre histoire », a indiqué Romain Goupil.
Michel Recanati avait été l'un des cofondateurs des Comités d'actions lycéens (CAL)  au soir des manifestations du 13 décembre 1967 contre les ordonnances sur la sécurité sociale, aux côtés des représentants de six lycées, à Jacques Decour, son propre lycée.
L'auteur a filmé s'exprimant à la tribune d'une réunion des Comité d'actions lycéens (CAL) le 26 février 1968 à la Salle Lancry à Paris, l'une des trois étapes les plus importantes de la participation des comités d'action lycéens au mouvement de Mai 68 qui ont ensuite fourni les plus gros bataillons de la Nuit des barricades de Mai 68 du 10 au 11 mai.
C'est seulement lors de ce meeting des CAL salle Lancry à Paris le 26 février que le groupe Maurice Najman-Michel Recanati du lycée Jacques-Decour et son pendant Nicolas Baby au collège-lycée Henri-IV, voient l'entrée dans les Comités d'actions lycéens (CAL) de la JCR, du PSU, et des maoïstes de l'UJC(ml) et du PCMLF, suivie le 5 mai par le début de la grève dans les lycées, le 6 mai l'assemblée générale des CAL parisiens, salle des ingénieurs civils, puis l'extension de la grève dans les lycées.
Le suicide de Recanati est utilisé comme un filigrane s'invitant de temps en temps dans le récit, l'auteur se présentant, paradoxalement, à la fois comme un potentiel leader au cœur de l'action politique, dans le sillage de Michel Recanati, et comme un personnage beaucoup moins politisé, comme s'il avait été un simple invité, sur la réserve et quelque peu absent, des violences et de la réunionite aiguë auxquelles il a pourtant participé de 1968 à 1973.

### La responsabilité partagée de la nuit du 21 juin 1973
Mourir à trente ans comporte des interviews de leaders de la Ligue communiste au moment de l'après Mai-68 et des rivalités entre groupes gauchistes sur le terrain de "l'antifascisme". Dès le 4 octobre 1970, les deux lycéens de Mai 68, Romain Goupil et Michel Recanati, héros du film, avaient été associés, en compagnie de Daniel Bensaïd, à une opération-spectacle : asperger de peinture blanche le vice-président du Sud-Vietnam, le général Ky, en visite officielle à Paris, du toit de l'école Polytechnique.
Des témoins de cette époque, comme Maurice Najman, Henri Weber et Alain Krivine, sont interrogés en 1981, Henri Weber évoquant une « commission très spéciale » (CTS), « créée du temps de la JCR » et « se réunissant toujours en sa présence » comme une "petite armée privée". Le film raconte les émeutes du 21 juin 1973 à Paris avec des images filmées par les manifestants et des images de la télévision publique.
Selon d'autres sources, la Ligue communiste est alors dirigée par un groupe d'activistes travaillant quinze heures par jour pour leur parti, avec des dizaines de réunions chaque semaine, qui pensent réellement réussir à prendre le pouvoir par une révolution, quelques années après les changements de régime politique en Algérie, au Portugal ou au Vietnam, sur fond de guerres coloniales et anti-impérialistes.

## Contexte politique, idéologique et artistique à la sortie du film

### La forte actualité sur le thème du suicide, trois jours avant la sortie
Trois jours avant les deux articles du Monde présentant le film à sa sortie, un autre article du Monde et posant des questions sur ses choix, s'était interrogé sur les "coïncidences" dans l'actualité immédiate entre la sortie en France de deux films sur le thème du suicide et celle d'un livre très critiqué exposant un " mode d'emploi " du suicide, ainsi que le passage à l'acte d'un étudiant en droit lors d'un congrès organisé à Angers par le groupement d'études et de prévention du suicide.

### La promotion 1982 du Festival de Cannes, parfum de nouveauté
Au Festival de Cannes, qui cette année-là a pour la première fois accueilli un colloque sur le récit cinématographique, quatre autres jeunes ou très jeunes metteurs en scène ont tout comme Romain Goupil innové, ce qui leur a valu du succès lors de la semaine de la critique internationale, et ainsi confirmé le succès du « jeune cinéma français » dans les milieux universitaires américains et allemands. Ces réalisateurs, Goupil inclus, ont proposant eux aussi « un autre schéma »  que le cinéma classique: Takis Candilis (Transit), Christian Drillaud (Itinéraire bis), Bertrand Gautier (Balade à blanc) ou encore Pierre Rissient (Cinq et la peau), un peu plus âgé que les autres. Ils ont innové, soit sur le plan technique, par « un pied de nez à la narration classique » , soit par un film dans l'air du temps idéologique, révélateur des changements politiques et économiques, mais surtout idéologiques, dans sur la Planète (?) au début des années 1980, dans le sillage du Second choc pétrolier et à l'aube de la "Révolution conservatrice américaine", observe un autre critique du Monde, par ailleurs elle-même cinéaste : « Quel Mai 68 avorté, quelle blessure profonde leur a ôté le sens de la quête ? », s'interroge-t-elle.

### Une méthode narrative nouvelle
L'identification au narrateur passe par la voix off à la première personne, dont le style contenu et le ton désaffecté sollicitent le spectateur en l'invitant à convoquer ses propres sentiments. Le film réunit des images de nature différente, et dont on peine parfois à identifier le statut (documentaire ou fiction) : films amateurs 8 mm tournés par la bande des Coyotes, photographies, films militants (par exemple Le Joli Mois de mai du groupe ARC) ou des extraits de la fiction inachevée de l'auteur, restée en suspens en 1969. Né de la rencontre d’anciens étudiants de l’IDHEC et d’un groupe de cinéma animé par Mireille Abramovici et Jean-Denis Bonan à la clinique psychiatrique de La Borde, l’ARC avait joué le rôle d'une agence de presse indépendante, sur le modèle américain de Newsreel, agence fondée aux États-Unis dans les années 1960, avec pour objectif de rendre compte de l’actualité révolutionnaire et en apportant leur soutien aux Black Panthers et à la décolonisation.
Pour le réalisateur et scénariste Serge Le Péron, qui a intégré les Cahiers du cinéma en 1975 après avoir animé le collectif "Ciné en lutte" en Mai 68, le film reste à un surprenant niveau d'impersonnalité : le "je" que Goupil fait entendre possède "la même tonalité que ces interventions à la première personne qui ont faussement subjectivé tant de fois ce qui n'était alors qu'un discours déjà joué, déjà entendu, déjà écrit".
Pour Goupil, il ne s’agit plus d’être des « cinéastes mais des illustrateurs ». Il pense à Recanati pour interpréter le personnage de Blaise, héros titre d'un film inabouti qui deviendra ensuite De la Révolte à la Révolution, commencé en 1969, mais qui ne sera jamais réalisé. Recanati refuse d’endosser le rôle, mais il accepte d’aider son camarade dans sa réflexion autour du film. Le père de Goupil, qui travaille comme cadreur dans l'industrie du cinéma, filme les séances de travail et quelques scènes du film, tandis que son engagement au PCF est mis en scène.

### Le contexte technologique, mieux valoriser la génération Super 8
Une grande partie des scènes du film ont été filmées par l'auteur, fils de cinéaste, lors des événements de Mai 68 dont il est aussi un acteur, à une époque où le film amateur est encore peu développé. Le Film 8 mm devient en 1965 le Super 8, lancé et commercialisé par Kodak, et a rencontré quelques années après, dans les années 1970, un grand succès pour sa qualité d'image comme pour ses aspects pratiques. Les prix des projecteurs Super 8, devenus abordables, et le chargement automatique contribuèrent au développement du Super 8 vers la fin des années 1970, quand le marché des grands projecteurs professionnels diminue. Au cours de l'année 1973, de nombreux films sont réalisés sur le plateau du Larzac par les paysans eux-mêmes en Super 8, comme le Ciné-journal de Léon Maillé, ou par les militants devenus cinéastes des comités Larzac. Film de cinquante minutes, Larzac 73 retrace ainsi l’histoire du mouvement des « 103 ».

## Les documents utilisés par l'auteur

### Archives de l'auteur
Un quart de siècle après la sortie du film, en 2008, Romain Goupil transmettra ses archives concernant le film à la Cinémathèque, où elles sont partiellement consultable en ligne.

### L'interprétation de la dernière lettre de Michel Recanati à Romain Goupil
Le film s'achève par la dernière lettre que Michel Recanati envoya à Romain Goupil. Cette lettre suggère qu'il faut chercher plus profond, que la découverte de son père génétique, observera dans ses mémoires en 2018 Henri Weber, qui a intégré les deux lycéens dans le service d'ordre trotskiste et les a invités, en vacances, chez lui. Il en cite cet extrait, selon lui important:
« J'ai beaucoup souffert dans ma vie, réellement, profondément. Pour des raisons que je cherche encore à découvrir, j'ai éprouvé de la difficulté d'aimer, de rire, de me laisser aller. Quand on souffre si fort en silence, quand l’inconscient oublie même les motifs de la souffrance, il y a deux défenses possibles, la mort ou bien le jeu, le théâtre. Mon jeu, mon théâtre à moi, ce fut d'être toujours le plus fort, le meilleur, celui qui prenait le plus de risques physiques et moraux dans le militantisme. Et un jour la carapace a craqué. C'était au lendemain du 21 juin 1973, après deux mois de clandestinité, l'exil et la prison ».

### Les questions sur la dernière lettre de Michel Recanati
La date de la dernière lettre que Goupil reçut de Michel Recanati est le document sur lequel le film s'appuie pour justifier son titre, sa séance introductive et sa chute, mais sa date n'est pas précisée. Cela devait être en 1974 ou 1975 estime Louis Marcorelles, critique de cinéma dans Le Monde, le 19 mai 1982 à la sortie du film. Mais en 2018, dans ses mémoires, Henri Weber a vérifié et précise que c'est décembre 1973, en estimant   que cette lettre de 1973 « suggère qu'il faut chercher plus profond, que la découverte de son père génétique » évoquée par le film et en rappelant que le décès de sa femme  « terrassée par un cancer » cinq ans après, l'a ensuite beaucoup affecté . Entre-temps, la justice avait décidé d'un non-lieu pour Krivine et Recanati en octobre 1974, selon Jean-Paul Salles, biographe de la Ligue communiste estimera d'abord que cela doit être 1974 ou 1975.
Dans ses mémoires parus le 13 septembre 2017, le journaliste Bernard Guetta a révélé que Michel Recanati  est venu peu de temps avant son décès lui demander s'il pouvait collaborer au Nouvel Observateur, où Bernard Guetta avait été recruté en janvier 1972 et travaillait déjà « depuis plusieurs années ». Guetta précise que Recanati et lui avaient été « proches, complices, confidents, inséparables », mettant à mal la légende selon laquelle Romain Goupil était le meilleur ami de Michel Recanati. Il explique qu'il a fait de son mieux pour donner lui donner sa chance pour être testé dans un poste ou un autre au Nouvel Observateur où on lui répondit « bon, d'accord on verra », dans un journal où Guetta venait à peine d'obtenir une rubrique consacrée aux dissidents des régimes communistes, au service étranger, après avoir été à ses débuts en 1972 d'abord cantonné au statut de pigiste en raison de la réserve causée dans la rédaction par l'arrivée d'un cousin de son père (Charles Guetta) au sein du conseil d’administration. Michel Recanati, par ailleurs enseignant, n'est pas revenu à la charge pour cette possibilité de test. Ensuite, quand les parents de Récanati ont prévenu diverses personnes que leur fils avait disparu Bernard Guetta, Romain Goupil et d'autres l'ont recherché pendant trois semaines, mais c'est la police qui a fini par le retrouver .
Louis Marcorelles estime lui que la lettre de Recanati « lui fait part de sa foi en l'avenir », dans une nouvelle vie plus agréable, mais que le film « s'achève pathétiquement, sans explications, par le rappel du suicide » et souligne que « tout au long du film, Romain Goupil parle à la première personne, du moins donne sa vision des choses, avec quelques brèves interventions d'amis et connaissances ».

## Critiques du film à la sortie et motivations de l'auteur
Si le critique cinéma de France-Soir salue le film, d'autres le décrivent sous une lumière plus nuancée.
Dans Le Monde, le critique de cinéma Louis Marcorelles pose la question des motivations du film et se demande « Pourquoi un cinéaste de trente ans, ancien militant de 1968 et cinéphile, décide-t-il un jour d'exposer en public de vieux souvenirs filmés ? » et ce qui a, quatre ans après le suicide et 14 ans après Mai 68 « amené Romain Goupil à sortir ces bandes en super-8 ou en 16 millimètres qu'il comptait bien ne jamais montrer sauf aux intimes ». « Un tel travail nous laisse en partie sur notre soif, nous aimerions savoir comment la contestation française s'est arrêtée au bord du terrorisme », conclut-il.
Comme pour répondre à ces questions, dans le même numéro du Monde de mai 1982, Edwy Plenel tente de résumer le propos de Romain Goupil, sans préciser qu'il a milité avec lui au même moment, et en évoquant « les ravages de la libido contrainte », pour affirmer, par un retour 14 ans en arrière, que « Michel Recanati prenait tout à cœur. Tendu et en entier, il pouvait être cassant. Sérieux, très sérieux, il préférait aux " fringues " et aux " booms " l'organisation minutieuse d'opérations spectaculaires ». La carrière d'Edwy Plenel, alors journaliste à la rubrique police-justice, est en plein décollage grâce à un méticuleux travail auprès des sources policières qui lui permet un mois et demi après de révéler l'Affaire des Irlandais de Vincennes, aux dépens de la gendarmerie, impliquée en la personne du capitaine Paul Barril.
Son article estime même que le film de Romain Goupil met en scène en fait « la mort, insistante... progressant par touches discrètes », le futur directeur du Monde prenant cependant un peu ses distances par la phrase « à trop réévaluer la jeunesse militante des années 60 à la une des reniements et des renoncements, notre vieux monde s'en tire à bon compte ».
Concernant ses motivations et les interrogations les concernant, Romain Goupil affirmera seize ans plus tard : « Quand j'ai réalisé ce film, il s'est trouvé beaucoup de copains pour tiquer, soupçonner la récupération d'une génération. Et puis, ils sont venus petit à petit ».
« J'ai fait ce film pour 300 personnes et la mère de Michel Recanati », ajoute-t-il. Le cinéaste raconte dans le film qu'il a visité l'appartement de Michel Recanati après son décès, l'émotion suscitée à cette occasion ayant probablement joué un rôle dans la volonté de mettre en scène son ami. Il s'est cependant écoulé plus de quatre ans entre le décès et le film et la famille du défunt ne s'est jamais exprimé à son sujet.
Goupil « fait sentir les troubles secrets » de Recanati et mieux comprendre « comment ceux-ci conjugués, sur le plan politique, à une impression de rêve brisé ont pu l'entraîner à mettre fin à ses jours en 1978 », a commenté de son côté Alain Malassinet, professeur, dans la revue Raison présente, en observant aussi que Romain Goupil a suivi un itinéraire politique peu surprenant pour un adolescent de son temps, sous-entendant que la plupart des jeunes de son âge auraient milité à l'extrême-gauche aussi jeune pour s'en éloigner ensuite et que l'engagement initial trouvait sa motivation dans « le monolithisme ou la paralysie des partis de la gauche parlementaire ».

## Production
Le film est produit par MK2.

## Musiques
Les musiques d'illustration sont des œuvres de musique classique, Bizet, Rossini et Mozart.